# Чавес, Осман
О́сман Дани́ло Ча́вес Гуи́ти (исп. Osman Danilo Chávez Güity; 29 июля 1984, Санта-Фе) — гондурасский футболист, защитник. Выступал в сборной Гондураса.

## Карьера

### Клубная
Начал карьеру в клубе «Платенсе», где играл до 2007 года. Пробовал свои силы в Шотландии, находясь на сборах «Селтика». С 2007 по 2008 год играл в клубе Мотагуа. В 2008 году вернулся в «Платенсе».

### В сборной
В сборной Гондураса играл с 2008 по 2014 год. В составе сборной принял участие в розыгрышах Золотого кубка КОНКАКАФ 2009 и чемпионата мира по футболу 2010.

## Достижения
Висла (Краков)
- Чемпион Польши (1): 2010/11